# Hannah Duston
Hannah Duston (aussi orthographié Dustin, Dustan ou Durstan), née le 23 décembre 1657 à Haverhill dans la colonie de la baie du Massachusetts et morte en 1736 à Ipswich au Massachusetts, est une héroïne coloniale américaine qui réussit à s'échapper après avoir été capturée par un groupe d'Amérindiens.
Le 15 mars 1697, au cours d'un raid sur Haverhill, elle fut capturée par un groupe d'Abénaquis et emmenée en captivité. Le 30 mars, avec l'aide de deux autres captifs, elle tua et scalpa dix de leurs ravisseurs avant de regagner Haverville.

## Biographie

### Jeunesse et famille
Hannah Emerson naît le 23 décembre 1657 à Haverhill dans le Massachusetts de Michael Emerson et Hannah Webster Emerson. Elle est l'aînée de 15 enfants.
À l'âge de 20 ans, elle épouse Thomas Duston Jr, un fermier et fabricant de briques,. La famille Emerson fait parler d'elle lorsque Elizabeth Emerson, la sœur cadette d'Hannah, est pendue pour infanticide le 8 juin 1693. L'une des cousines d'Hannah, Martha Toothaker Emerson, et son père, Roger Toothaker, sont accusés de pratiquer la sorcellerie et jugés lors du procès des sorcières de Salem (1692-93).

### Captivité
Pendant la première guerre intercoloniale, Hannah, son mari Thomas et leurs neuf enfants, dont un nouveau-né, vivent à Haverhill, dans le Massachusetts. Le 15 mars 1697, alors qu'elle a 40 ans, la ville est attaquée par un groupe d'une trentaine d'Abénaquis venus du Québec. Au cours de l'attaque, 27 colons sont tués (dont la moitié sont des enfants) et 13 sont faits prisonniers, pour être adoptés ou retenus comme otages par les Français. Le mari de Hannah, Thomas, qui construisait une nouvelle maison en briques à environ 800 mètres de là, s'enfuit avec huit de ses neuf enfants. Les Indiens capturent Hannah et sa nourrice, Mary Neff (1646-1722, née Corliss), mettent le feu à la maison d'Hannah et forcent les deux femmes à marcher dans la nature, Hannah portant sa fille nouveau-née, Martha. Selon le récit qu'Hannah a fait à Cotton Mather, ses ravisseurs ont tué la petite Martha, âgée de six jours, en lui écrasant la tête contre un arbre :
About 19 or 20 Indians now led these away, with about half a score of other English captives, but ere they had gone many steps, they dash'd out the brains of the infant against a tree, and several of the other captives, as they began to tire in the sad journey, were soon sent unto their long home.
Hannah et Mary sont affectées à un groupe familial de 12 personnes (probablement des Pennacooks) et emmenées vers le nord, « à un rendez-vous... quelque part au-delà de Penacook ; et ils ont encore dit à ces pauvres femmes que lorsqu'elles arriveraient dans cette ville, elles devraient être frappées, flagellées et châtiées aux baguettes par toute l'armée d'Indiens ». Le groupe comprend Samuel Lennardson (1683-1718, également orthographié Leonardson, Lenorson ou Lennarson), un garçon de 14 ans capturé à Worcester dans le Massachusetts, à la fin de l'année 1695,,.